# Paolo De Chiara
Paolo De Chiara (Isernia, 8 maggio 1979) è un giornalista e scrittore italiano.

## Biografia
La sua attività di scrittore ha inizio nel 2012, quando decide di pubblicare le risultanze di ricerche effettuate sul caso mafioso della testimone di giustizia Lea Garofalo, la donna che si ribellò alla mafia intitolato Il Coraggio di dire No. Lea Garofalo, la donna che sfidò la ‘ndrangheta. Attivista nella diffusione della cultura della legalità soprattutto all'interno delle scuole, si occupa di infiltrazioni criminali.  
È iscritto presso l'Ordine dei Giornalisti del Molise dal 2004, ha collaborato con il quotidiano online Resto al Sud e con la testata nazionale online contro le mafie Malitalia. Nel Molise ha svolto collaborazioni con diversi organi di informazione regionale, lavorando per il quotidiano Nuovo Molise Oggi, Il Quotidiano del Molise, La Gazzetta del Molise, TeleRegione e La Voce del Molise.
Ha collaborato con CANAL + alla realizzazione del documentario Mafia: la trahison des femmes, dal 16 luglio al 25 luglio 2013, con la collega di Special Investigation (MagnetoPresse) Barbara Conforti. Il docufilm è andato in onda in Francia nel gennaio del 2014. 
Premio Adriatico, «Un mare che unisce», Giornalista molisano dell’anno, Guardiagrele (Chieti), dicembre 2019. Premio Valarioti-Impastato, Rosarno (RC), maggio 2022. Premio Carlo Alberto Dalla Chiesa, San Pietro Apostolo (Catanzaro), agosto 2022. FONDATORE e PRESIDENTE di Dioghenes APS - Associazione Antimafie e Antiusura (dioghenesaps.com) 
Ha fondato e dirige la testata online WordNews.it wordnews.it

## Opere
- Il coraggio di dire no. Lea Garofalo, la donna che sfidò la 'ndrangheta. Falco ed., Cosenza, 2012. ISBN 978-88-96895-93-1
- Il veleno del Molise. Trent'anni di omertà sui rifiuti tossici. Falco ed., Cosenza, 2013, con l'intervista a Ferdinando Imposimato ISBN 978-88-6829-059-7
- Testimoni di giustizia. Uomini e donne che hanno sfidato le mafie. Perrone editore, Roma, 2014 ISBN 8860043263
- Io ho denunciato. La drammatica vicenda di un testimone di giustizia italiano., 2019 ISBN 978-88-278-6425-8
- Una fimmina calabrese, così Lea Garofalo sfidò la ‘ndrangheta., 2022 ISBN 9788862723039
- Una vita contro la camorra. La storia vera e scomoda di un Testimone di Giustizia., 2023 ISBN 9788862723053